# Ribe
Pour le département, voir Ribe (amt).
Ribe, est une localité de la municipalité d'Esbjerg, en région Syddanmark (Danemark du Sud), à l'ouest du Jutland, au Danemark.
Tout au long du Moyen Âge et même au début des temps modernes, Ribe a été l'un des plus importants ports de la mer du Nord. Bien qu'elle ait aujourd'hui perdu de son rayonnement, elle a conservé le charme de ses nombreuses maisons de pêcheurs et commerçants, et possède encore un patrimoine architectural remarquable avec, notamment, la Riberhus, sa cathédrale.

## Histoire
Fondée au début du VIIIe siècle, Ribe est le plus ancien emporium de Scandinavie et donc du Danemark.
Sa fondation pourrait être le fruit d'une réorganisation du peuplement du Jutland sous le règne d'Ongendus afin de quitter les sites jusqu'alors détenus et dirigés par des élites locales. Le site de Ribe ne se trouve pas à proximité d'un centre politique et s'intègre dans une organisation socio-politique qui pourrait témoigner d'un royaume émergent.

### L'essor
En 860, quand Ansgar, l'archevêque de Hambourg-Brême débuta la mission de déployer le Christianisme vers les pays nordiques, il demanda au roi du Danemark, Horik II, de construire à Ribe la première église scandinave. La ville était à ce moment-là la ville de Scandinavie la plus importante en matière de commerce et de négoce, cette importance s'est accrue après le passage de l'archevêque. En 948, le premier diocèse danois y sera établi. Mais la construction de la cathédrale telle qu'on la connaît aujourd'hui ne commença qu'en 1150 pour se finir cent ans plus tard, en 1250.

### La fin d'une longue période de prospérité
Ribe a beaucoup grandi en taille et en importance jusqu'au XVIe siècle, quand une succession d'événements malheureux marquèrent la fin de son essor : la ville a brûlé en 1580, a été touchée par des inondations (6,1 m au-dessus du niveau des mers en octobre 1634), frappée par des épidémies de peste à quatre reprises (un tiers de la population décimée en 1659), et a vu son port ensablé, freinant considérablement le développement de son commerce.
Aujourd'hui, Ribe n'apparaît plus sur les cartes du commerce, mais ses habitations du XVIIe siècle font d'elle une destination touristique très populaire.

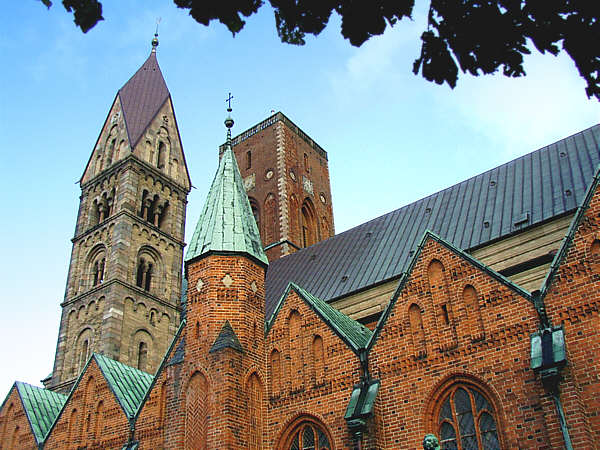
Cathédrale de Ribe.

## Bâtiments et installations
La ville s'étend au nord et au sud de la rivière Ribe Å, un barrage a donc été construit pour en faciliter la traversée. Le prolongement de ce dernier dans Ribe constitue la rue principale de la ville. Des échelles à poissons ont été placées à proximité du barrage pour permettre aux poissons de remonter le cours d'eau.
Le premier hôtel de ville danois, celui de Ribe, se trouve sur la place Von Støckens. Ce bâtiment fut construit en 1496, mais ne fut utilisé comme hôtel de ville qu'à partir de 1708.

## Géographie
Ribe est située au sud-ouest du Jutland, dans une zone marécageuse près de la mer du Nord et de l'embouchure de la rivière Ribe Å. À 25 kilomètres au nord-ouest se trouve la ville d'Esbjerg, et à 50 kilomètres à l'est se trouve Kolding.
La superficie de la ville couvre 352 km2.

## Environnement
La ville de Ribe abrite quelques remarquables espèces d'oiseaux comme la cigogne blanche européenne, qui construit ses nids au sommet des cheminées des habitations. Cette espèce disparaît progressivement en raison de l'extension des aménagements agricoles en Europe, ainsi que de la sécheresse de son aire d'hivernage en Afrique.

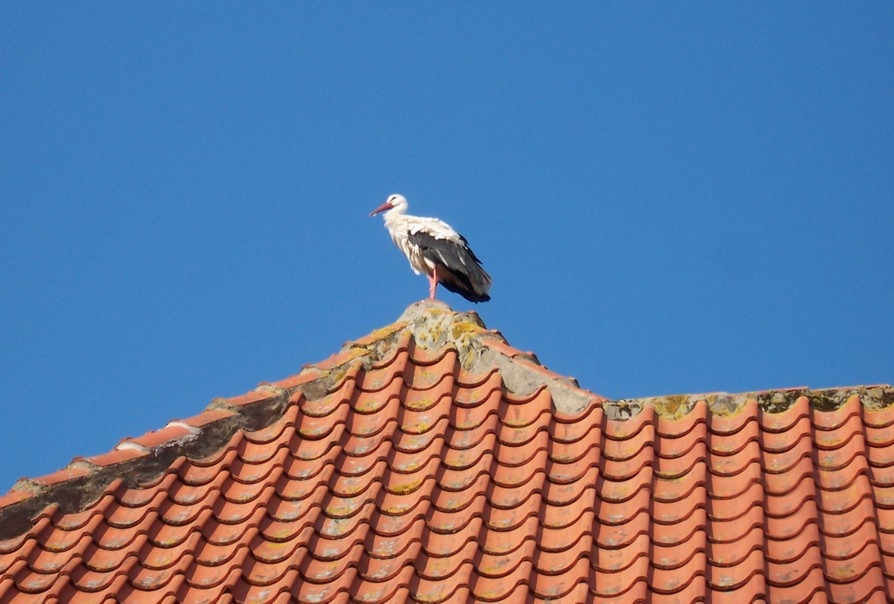
La cigogne de Ribe

## Quelques vues

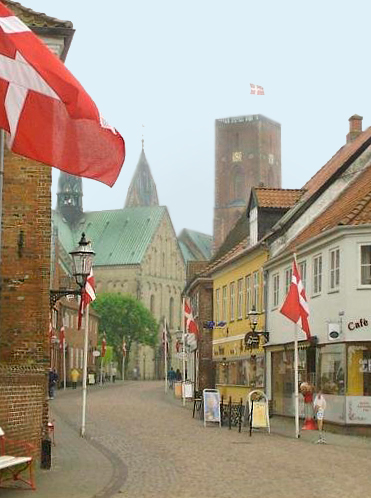
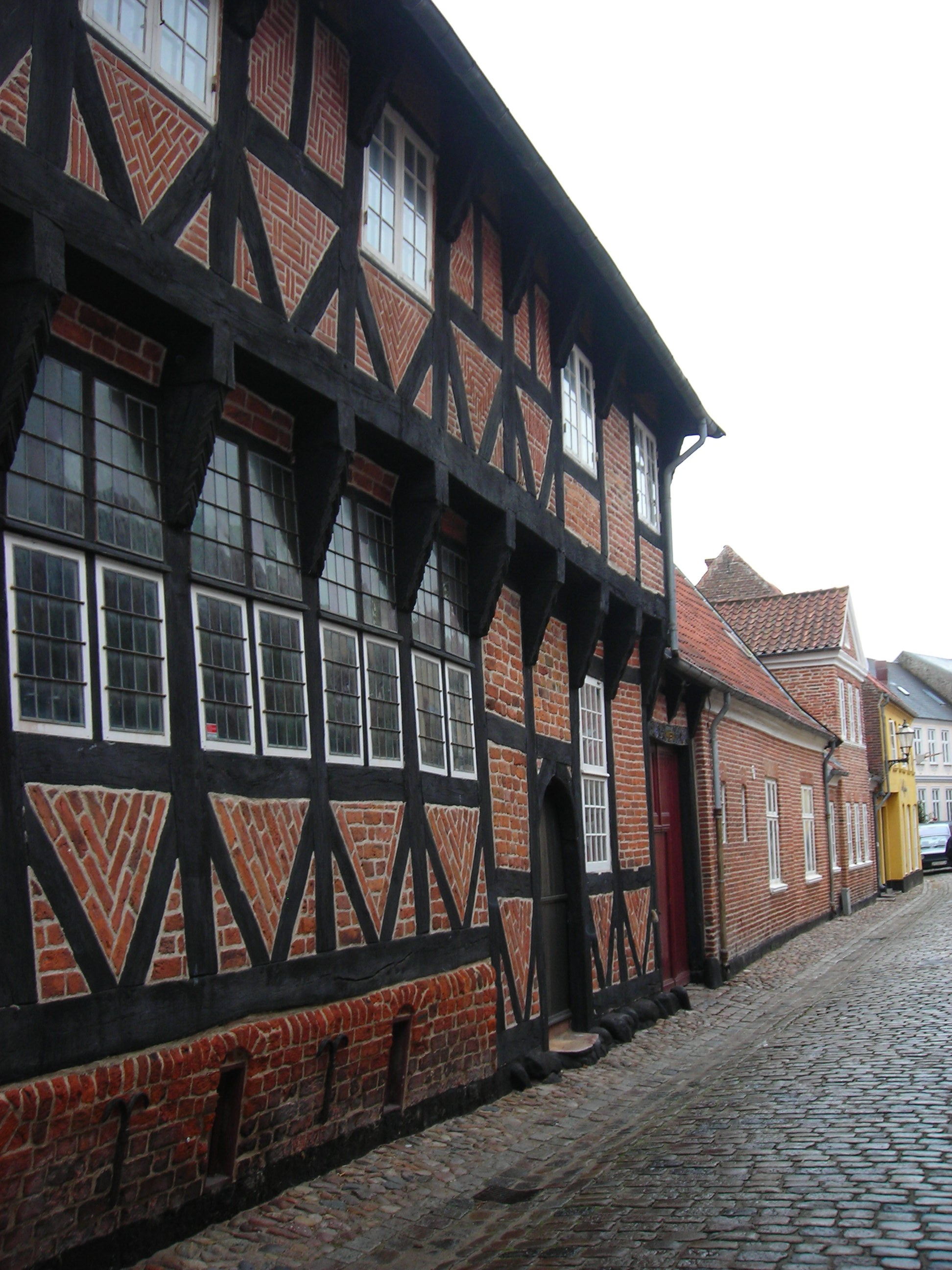
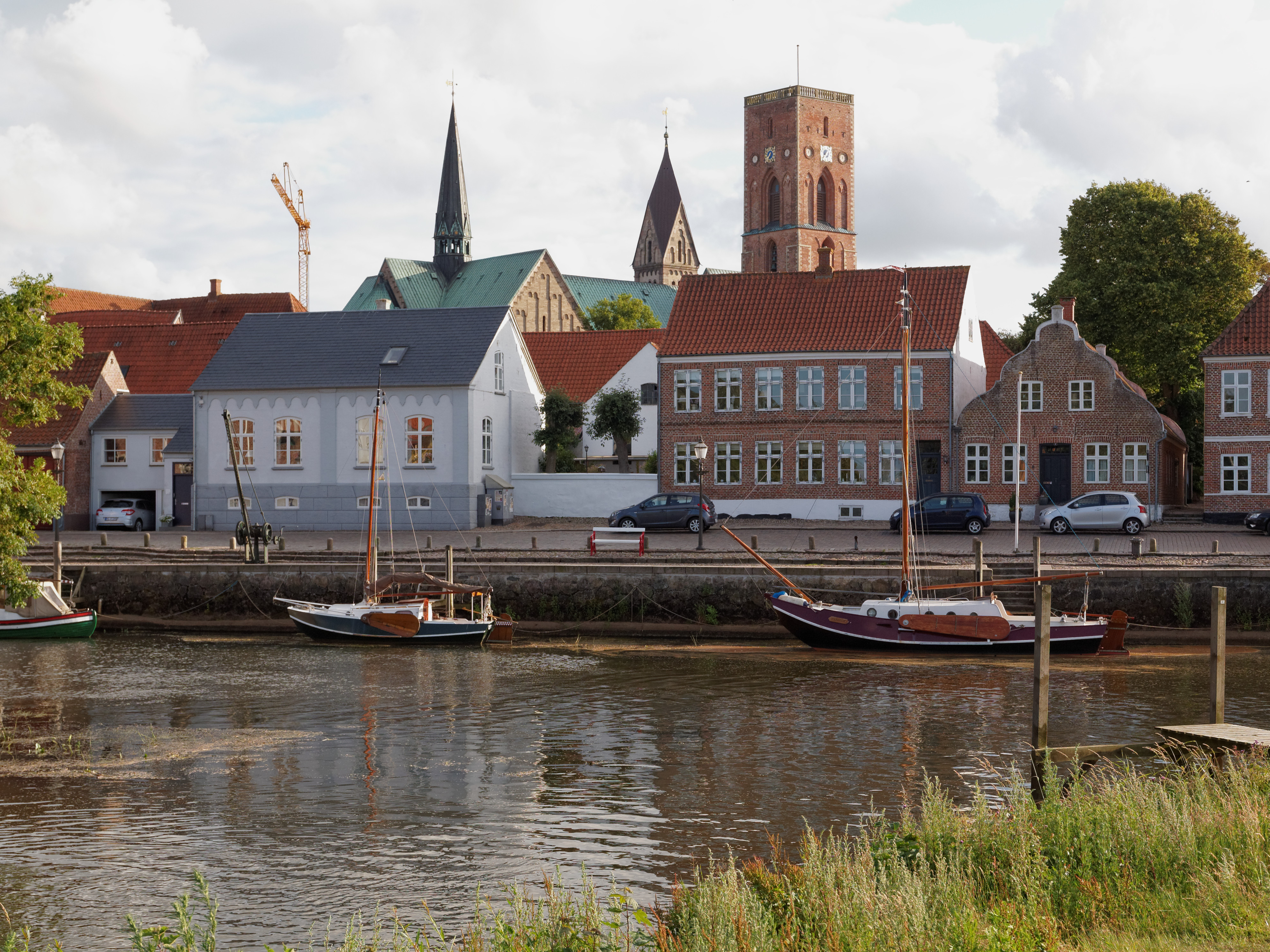
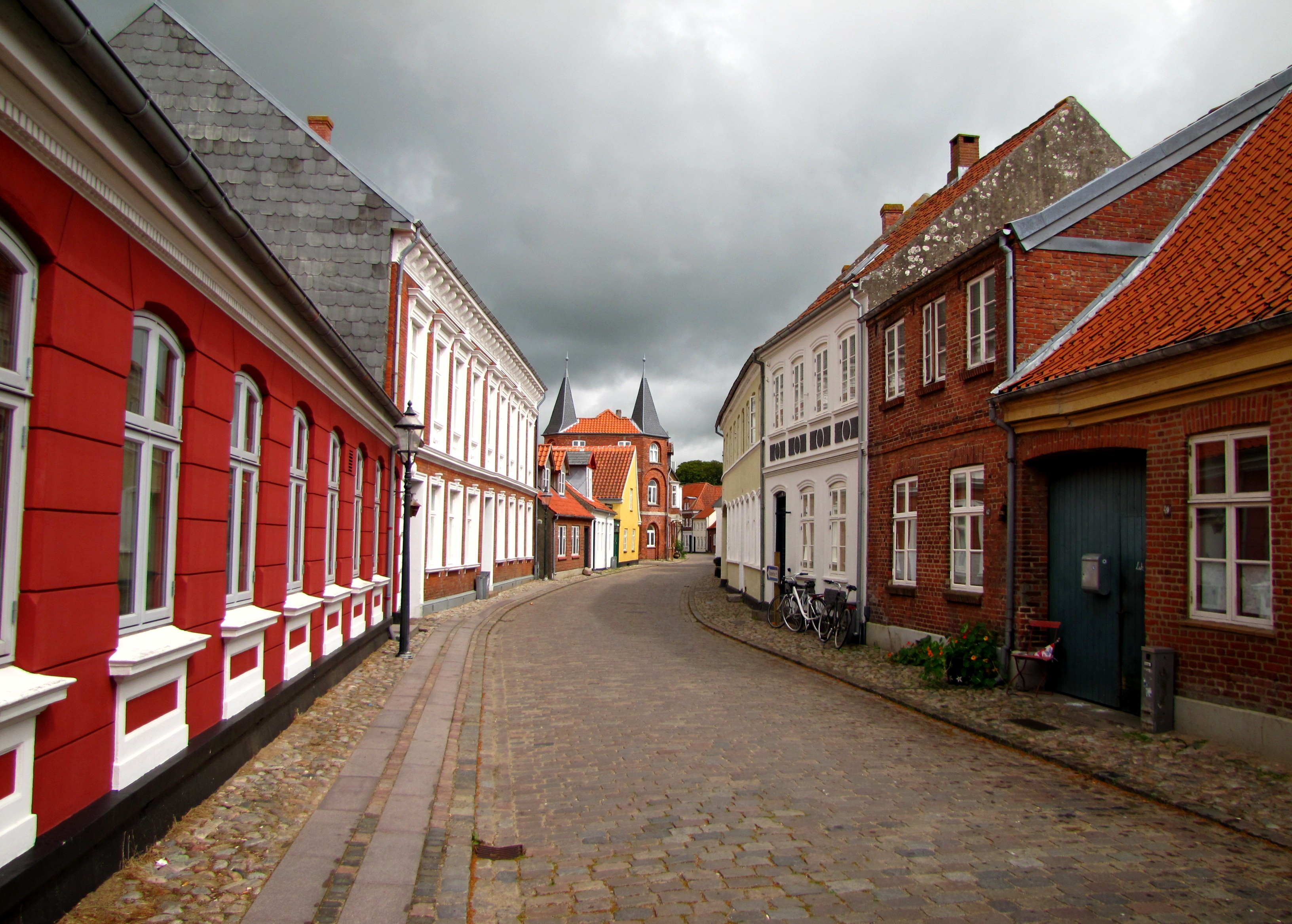
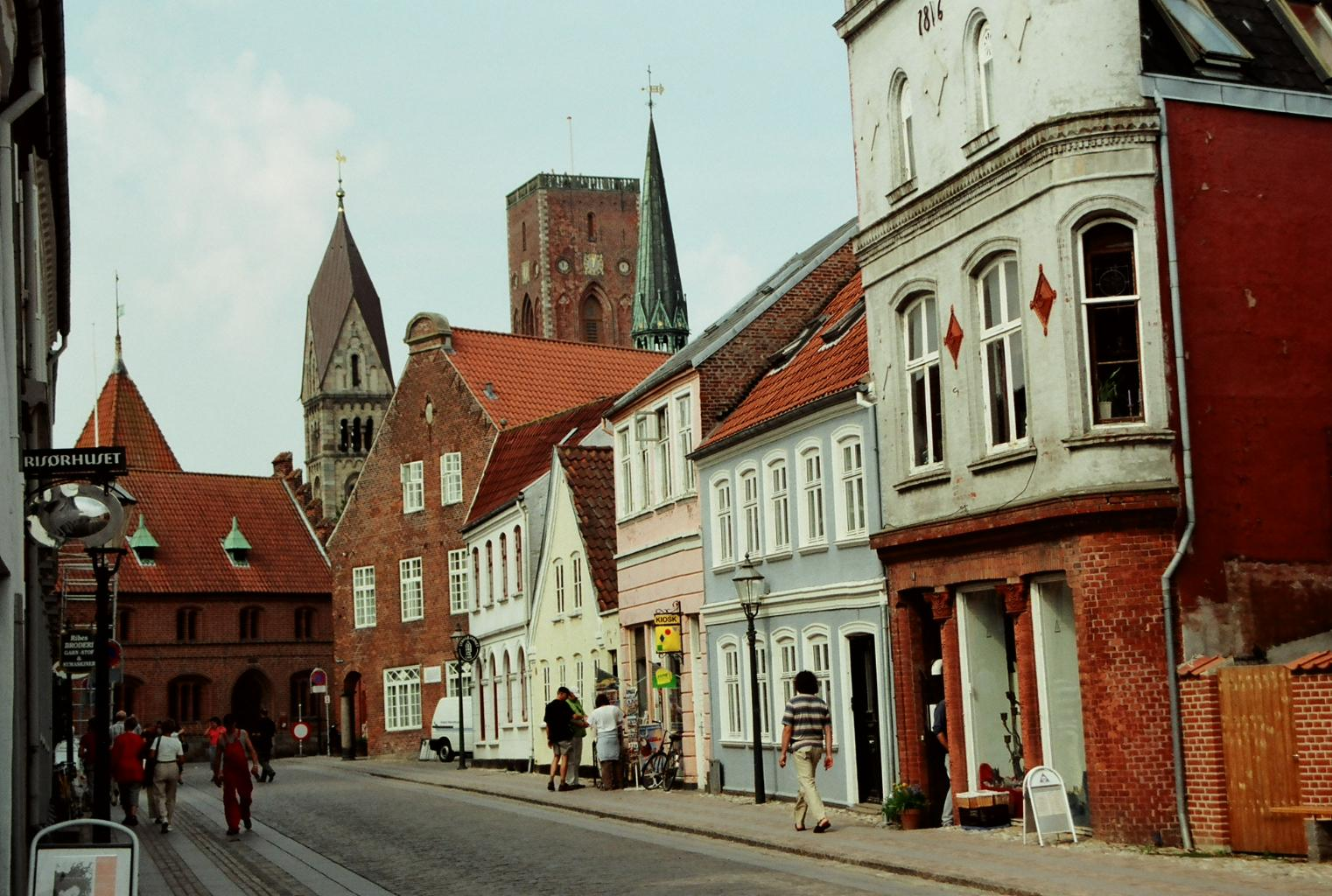
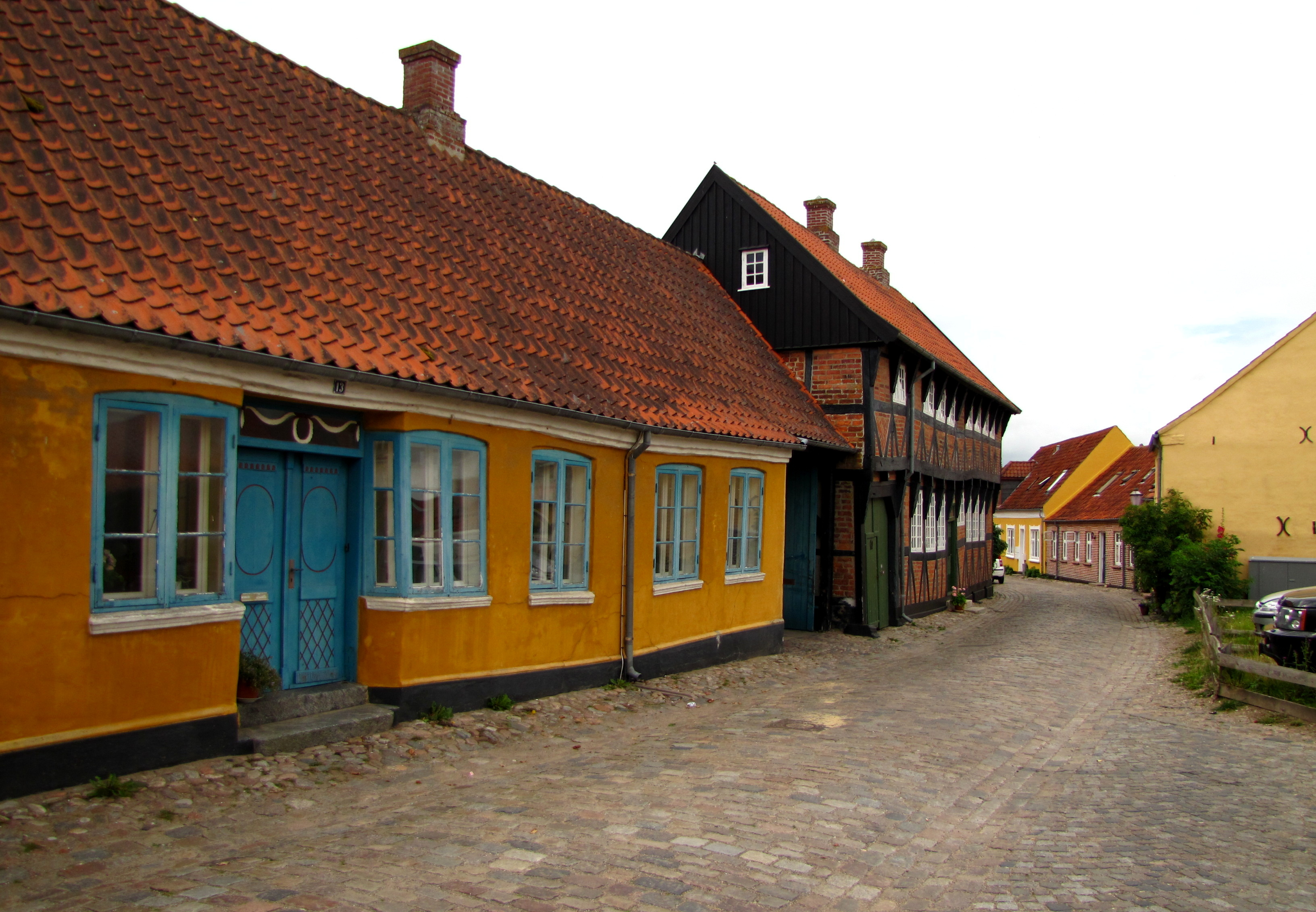
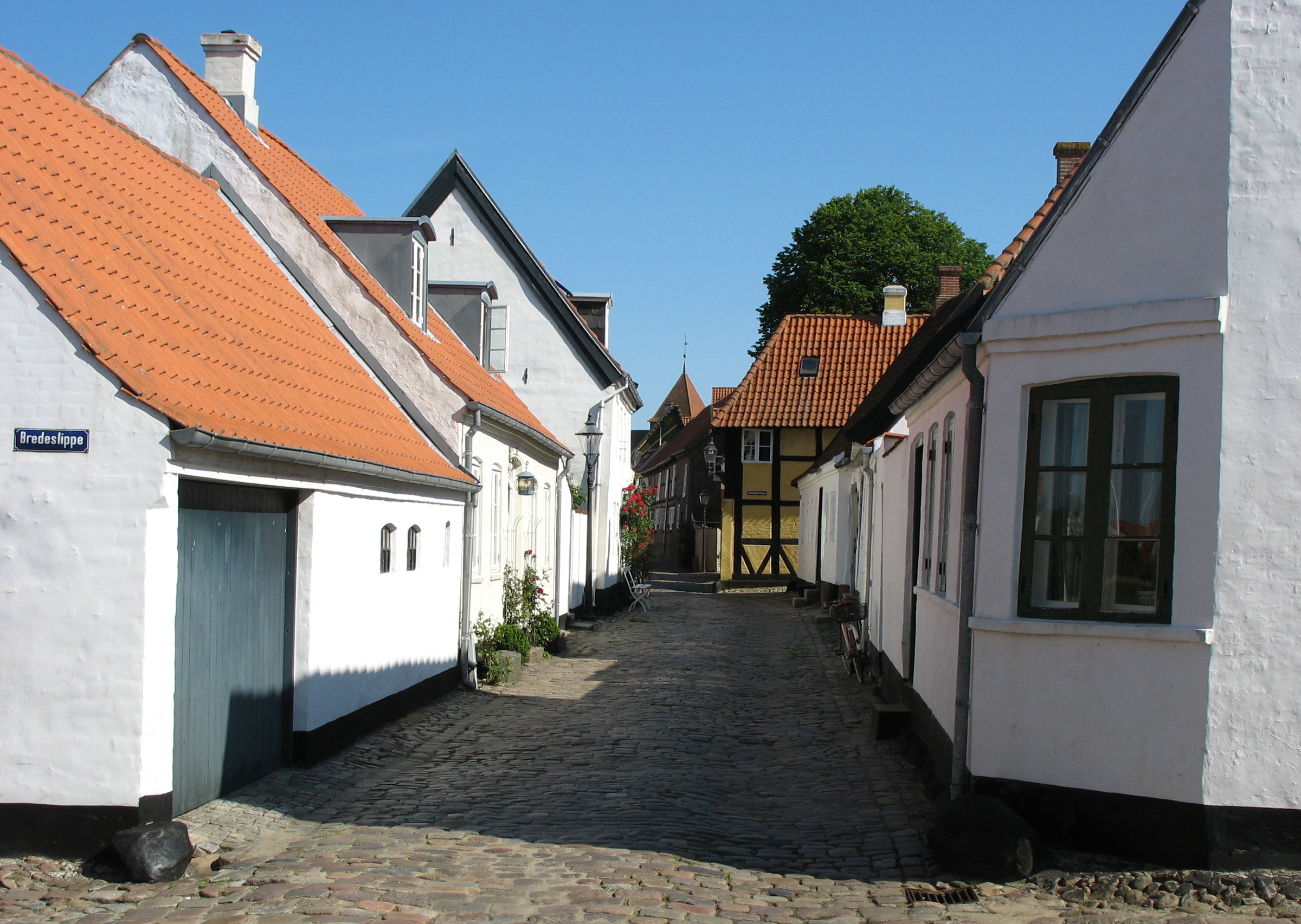
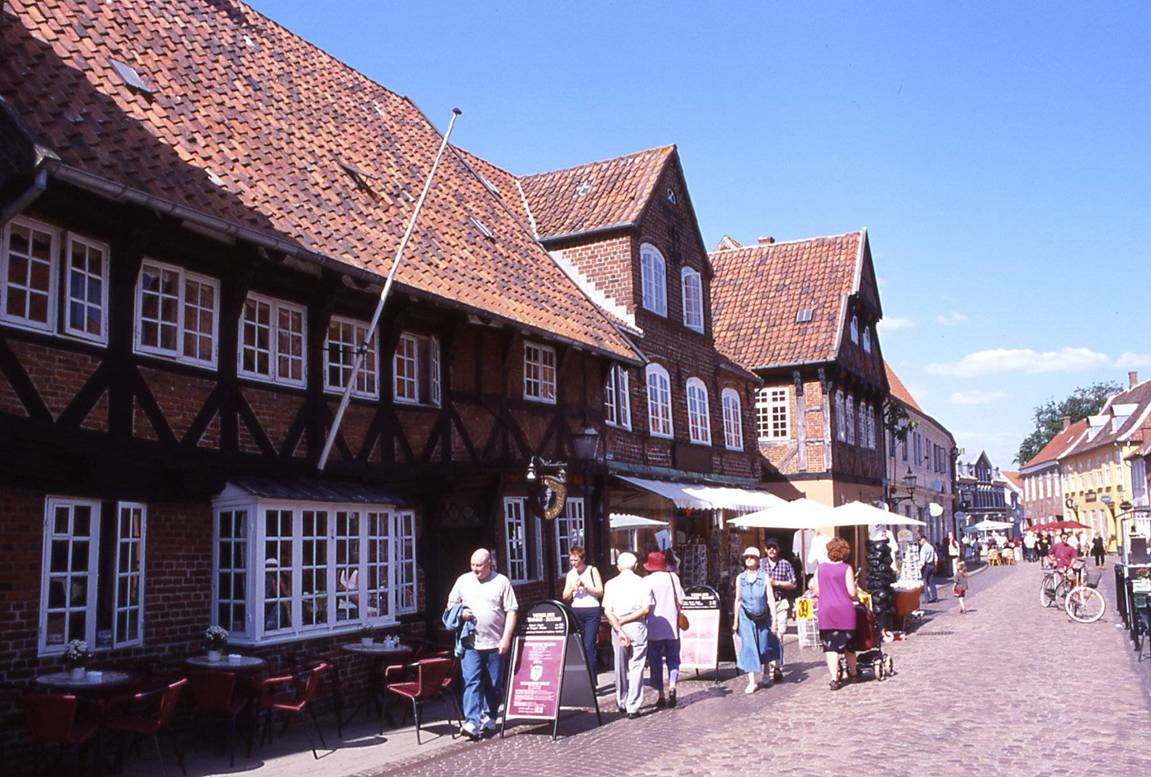
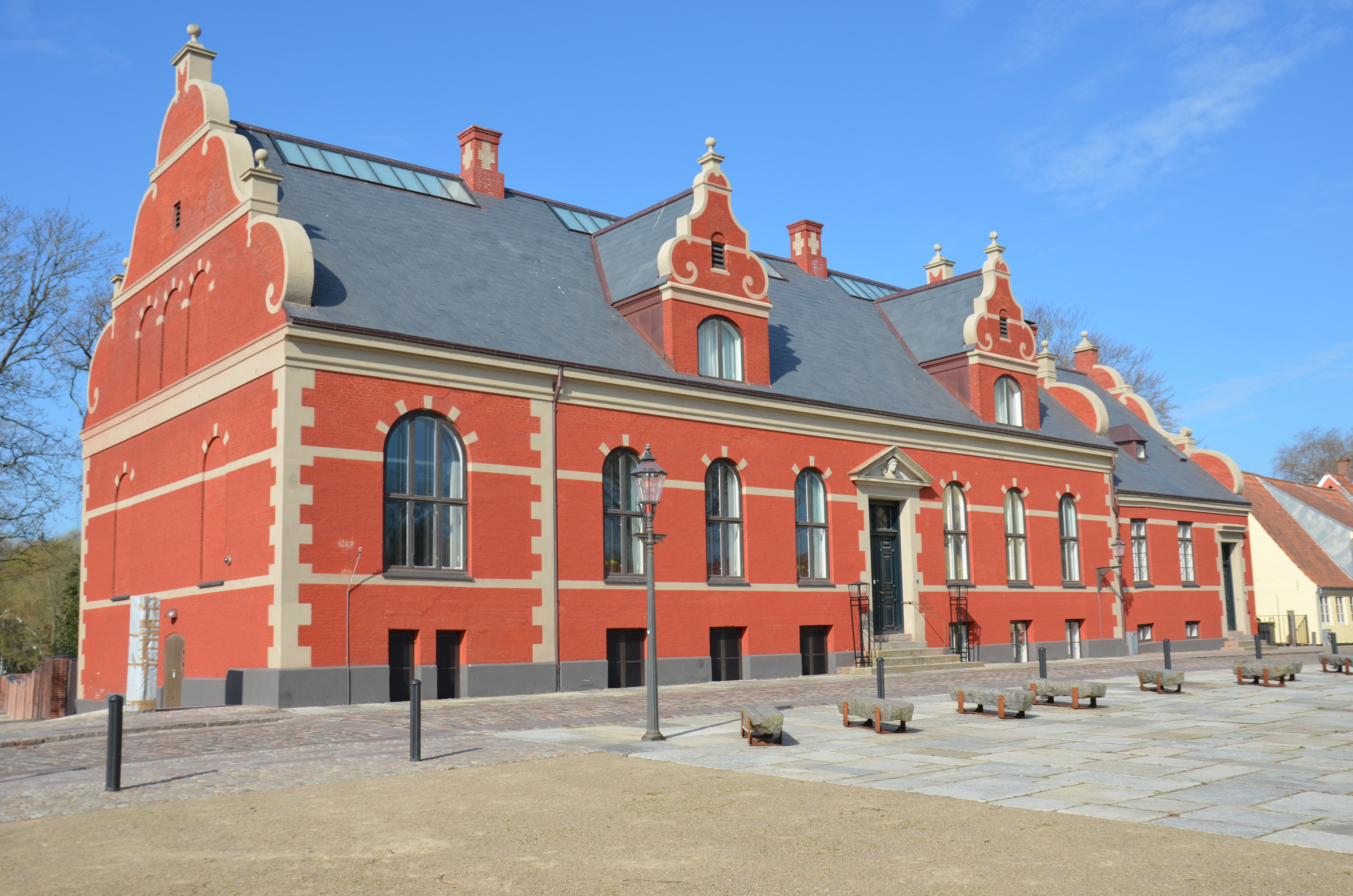
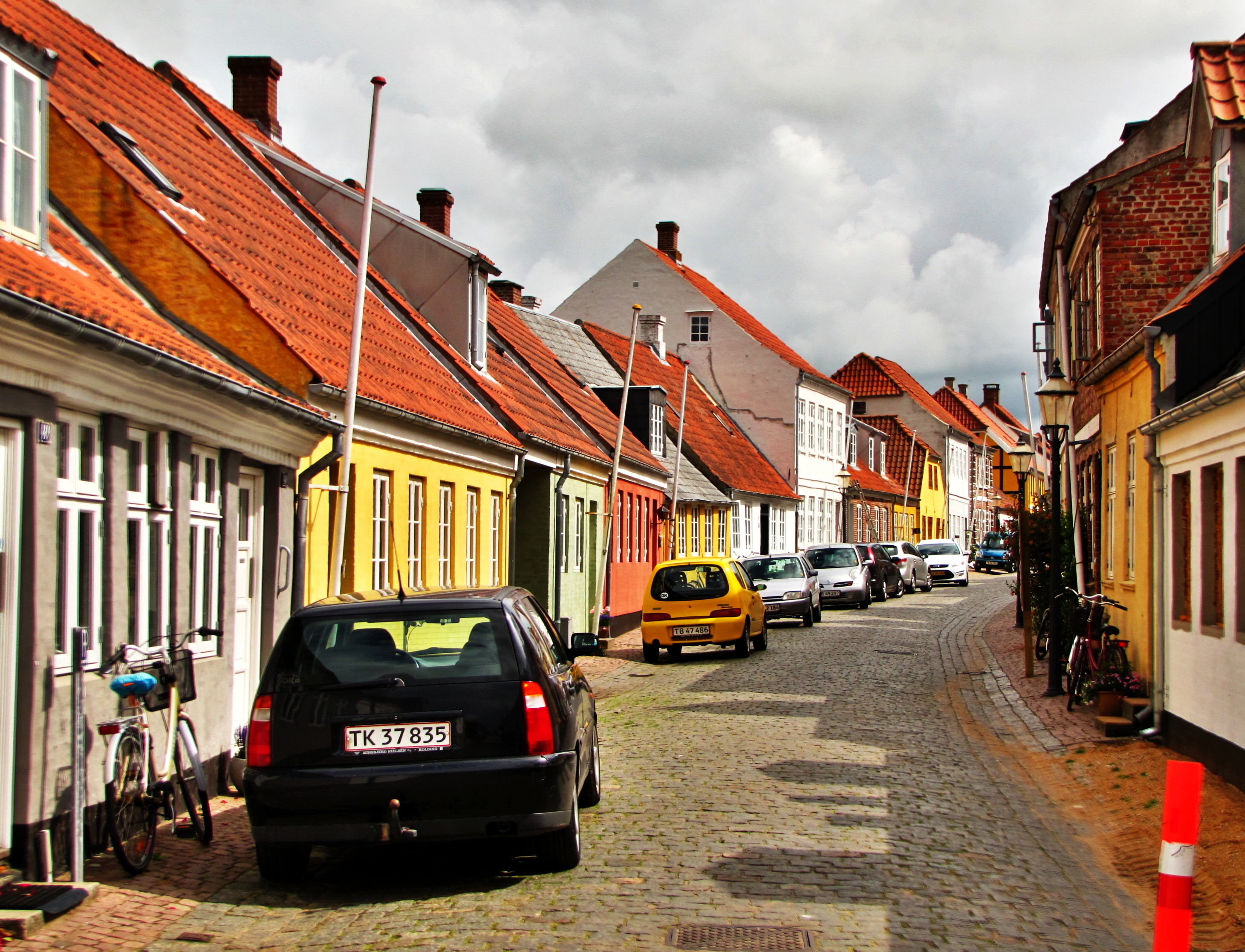
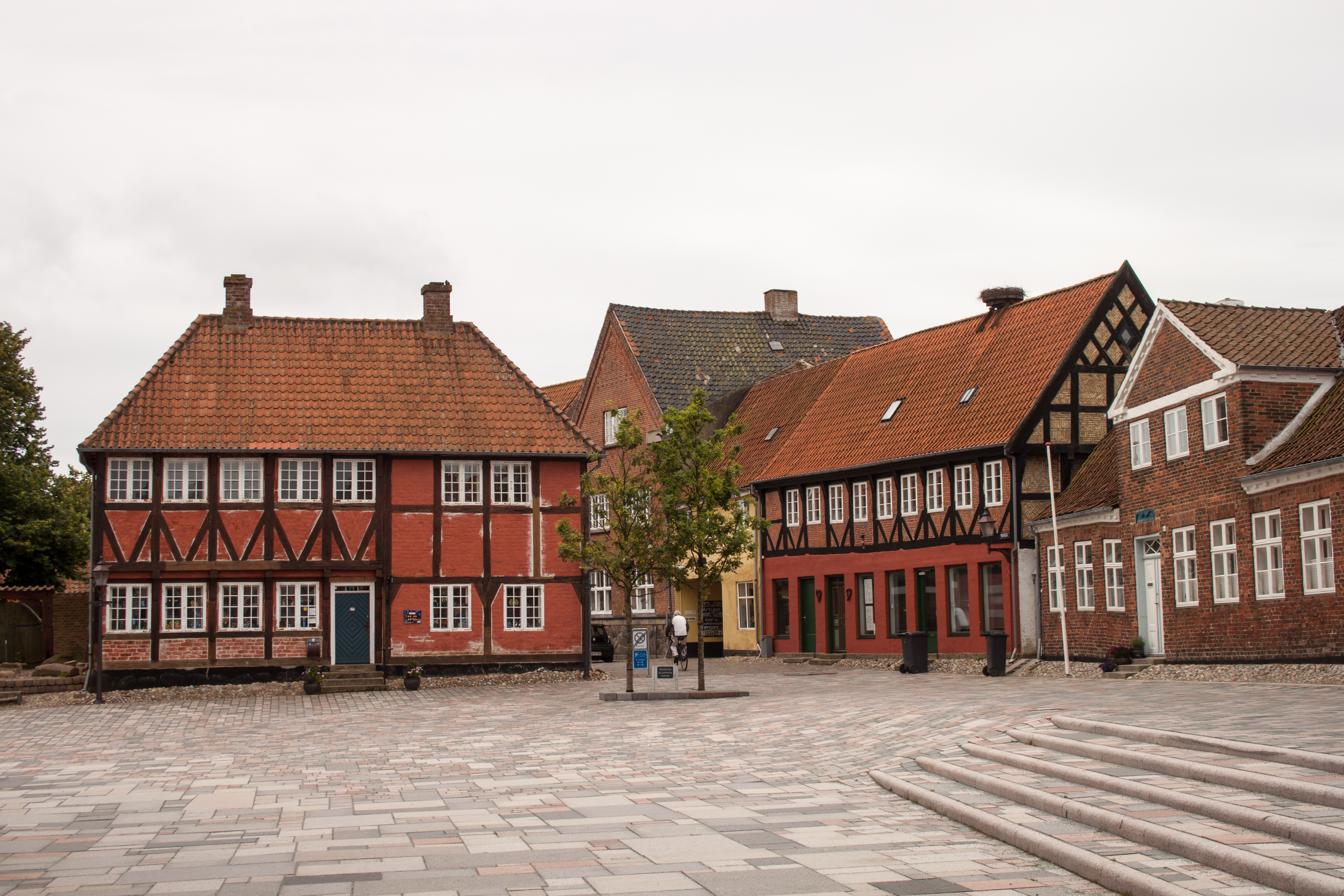

## Villes partenaires
Par ordre alphabétique :
- Balleroy, Basse-Normandie, France ;
- Ely, Cambridgeshire, Royaume-Uni depuis 1956[3],[4] ;
- Güstrow, Mecklembourg-Poméranie-Occidentale, Allemagne ;
- Krems, Basse-Autriche, Autriche ;
- Leikanger, Comté de Sogn og Fjordane, Norvège ;
- Ratzebourg (Allemagne) depuis le 1er avril 1989[5] ;
- Strängnäs, Comté de Södermanland, Suède ;
- Tainan, Province de Taïwan, Chine.